# Closet Monster (film)
Closet Monster è un film del 2015 scritto e diretto da Stephen Dunn.
Il film ha vinto il premio come miglior film canadese al Toronto International Film Festival 2015. Il titolo del film, letteralmente Il mostro nell'armadio, fa riferimento ai vestiti nell'armadio della madre del protagonista, che lo ha abbandonato quando era piccolo.

## Trama
Oscar Madly è un adolescente creativo e sessualmente confuso, al suo ultimo anno di liceo in una piccola città canadese, che sogna di diventare make-up artist. Oscar porta i segni di traumi infantili, segnati dal divorzio dei genitori, un padre infantile ed omofobo e una madre che ha abbandonato la famiglia. Trova conforto dai momenti più difficili estraniandosi dal mondo e confidandosi solamente con il suo criceto Buffy. L'incontro con il ribelle Wilder cambierà la sua vita, facendogli iniziare un percorso alla scoperta di se stesso, superando i dolori e i traumi infantili, verso l'accettazione della sua omosessualità.

## Produzione
Il film è stato girato a Saint John's, nella provincia di Terranova e Labrador, Canada. Il film è prodotto dalle case di produzione Rhombus Media e Best Boy Entertainment. È stato finanziato e prodotto con la partecipazione di Telefilm Canada, Newfoundland & Labrador Film Development Corporation, The Harold Greenberg Fund e Rogers Telefund.

## Distribuzione
Il film è stato presentato in anteprima al Toronto International Film Festival 2015. Successivamente è stato presentato in altri festival cinematografici internazionali, tra cui Festival del cinema di Stoccolma. In Italia è stato presentato alla Festa del Cinema di Roma 2015 e al Torino Gay & Lesbian Film Festival 2016.

## Riconoscimenti
- 2015 - Atlantic Film Festival
  - Miglior regista a Stephen Dunn
  - Miglior sceneggiatore a Stephen Dunn
- 2015 - Joey Award
  - Nomination Best Actor in a Feature Film Supporting/Principal Role Age 7-9 a Jack Fulton
- 2015 - Festival internazionale del cinema di Toronto
  - Miglior film canadese
- 2016 - Athens International Film Festival
  - Nomination Miglior film
- 2016 - Canadian Cinema Editors Awards
  - Nomination Miglior montaggio a Bryan Atkinson
- 2016 - Cleveland International Film Festival
  - Nomination New Direction Competition
- 2016 - FilmOut Festival Award
  - Best First Narrative Feature
  - Miglior attore non protagonista a Aaron Abrams
  - Nomination Outstanding Emerging Talent a Connor Jessup
- 2016 - Inside Out Toronto LGBT Film Festival
  - Miglior film canadese a Stephen Dunn
- 2016 - International Cinephile Society Awards
  - Miglior film non distribuito nel 2015
- 2016 - Melbourne Queer Film Festival
  - Miglior film a Stephen Dunn
- 2016 - Miami Gay and Lesbian Film Festival
  - Miglior film a Stephen Dunn
- 2016 - Netia Off Camera International Festival of Independent Cinema
  - Nomination Miglior film a Stephen Dunn
- 2016 - Sydney Film Festival
  - Nomination Best Narrative Feature a Stephen Dunn
- 2017 - Gay and Lesbian Entertainment Critics Association
  - Nomination LGBTQ Film of the Year
- 2017 - Young Artist Awards
  - Nomination Miglior performance in un film - Giovane attore non protagonista a Jack Fulton
- 2017 - Young Entertainer Awards
  - Nomination Best Supporting Young Actor in an Independent or Film Festival Feature Film a Jack Fulton